# Wulfila modestus
Wulfila modestus là một loài nhện trong họ Anyphaenidae.
Loài này thuộc chi Wulfila. Wulfila modestus được Arthur Merton Chickering miêu tả năm 1937.